# Салација
Салација је у античкој римској митологији била женско божанство мора, обожавана је као богиња слане воде која управља океанским дубинама. Њен супруг је био Нептун. Да је била у браку са Нептуном, имплицира Варон, а позитивно потврђују Сенека, Августин Хипонски и Сервије. Њен пандан у грчкој митологији је Амфитрита, Посејдонова супруга. Салација је била морска нимфа. Римски пјесник Вергилије је сматрао да је Амфитрита кћерка Тетије, али није споменуо оца. Апулеј ју је назвао Нерејевом кћери (у Грчкој је Нереј Амфитритин отац).
Бог Нептун је желио да ожени Салацију, али она је гајила велико страхопоштовање према свом уваженом удварачу. Да би сачувала невиност, захваљујући својој грациозности и брзини успјела је да исклизне из Нептуновог видокруга и сакрила се од њега у Атлантском океану. Ожалошћени Нептун је послао делфина да је потражи и убиједи лијепу нимфу да се врати и подијели његов пријесто. Салација је пристала да се уда за Нептуна, а краљ дубина је био толико срећан због ових добрих вести да је делфин добио место на небу, гдје сада чини добро познато сазвежђе Делфин.
Салација је представљена као прелијепа нимфа, овјенчана морским алгама, која се налази на пријестолу поред Нептуна или се вози са њим у кочијама од бисерних шкољки које вуку делфини, морски коњи (хипокампи) или друга фантастична створења из дубине, а којој присуствују Тритон и Нереиде.  She is dressed in queenly robes and has nets in her hair. Обучена је у краљевске хаљине и има мрежице у коси. Салација је била оличење мирног и осунчаног мора. Име Салациа потиче од латинског сал (лат. Salacia), што значи „со“, име Салација означава широко, отворено море, и понекад се дословно преводи као сензационално. Салација је Нептуну родила троје дјеце од којих је најславнији био Тритон, чије је тијело било полу човјечије, а пола рибље.

## Етимологија
Чини се да ни у антици име ове богиње није било етимолошки довољно јасно и начин на који су антички аутори рашчланили његово значење мало помаже у интерпретацији Салацијине изворне природе. С обзиром на то да је Салација била жена бога Нептуна, њезино се име углавном везало уз со и море. Кад Пакувије пише о жестини узбурканога мора, метафорички спомиње Салацијин бијес. Варон и Фест име Salacia доводе у везу с ријечју salum у значењу "широко, дебело море", "морска пучина", "море" уопште. Св. Аугустин се слаже да њезино име долази од salum, али разликује два женска морска божанства као Нептунове пратитељице, Салацију и Венилију. Салација је талас који се враћа у море, док је Венилија талас који долази на обалу. Коментатор Енејиде, Сервије, говори о Салацији као о Тритоновој мајци и каже да је названа према сланој води. На другом мјесту каже да је названа према ријечи salum. О имену Салације расправљало је само неколико научника. Позивајући се на етимологију Хермана Остхофа, Џорџ Висовакаже да је њезино име повезано с избијајућом снагом извора воде. Такво би поријекло имена требало тражити у једноме од значења придјева salax ‘она која скаче, поскакује’ (од глагола салире ‘скакати’, ‘поскакивати’, ‘избијати’) и то се вјероватно односило на воду која избија из камена. То наводи на закључак да Салација у почетку није била морско божанство као ни њен муж Нептун, него је највјероватније била горска нимфа у Апенинима. Паралелу за постанак властитога имена Салациа од придјева salax аутори налазе у истим односима у којима су именице audacia и fallacia према придјевима audax и fallax. Симон сматра да се њено име мора извести из ријечи sal или salum те тако повезати Нептуна с добивањем соли. Обзиром на то да је Нептун од божанства везанога уз ријеке, поља, коње и изворе постао врховно морско божанство, Салација је такође постала дио морскога свијета.